# Hyloxalus chocoensis
Hyloxalus chocoensis – gatunek płaza bezogonowego z rodziny drzewołazowatych (Dendrobatidae). Endemit Kolumbii. Zagrożony wyginięciem.

## Występowanie
Zwierzę to spotkać można wyłącznie w zachodniej Kolumbii – w departamentach Chocó, Valle del Cauca i Antioquia.
Płaz ten żyje w tropikalnych wilgotnych lasach nizinnych na wysokości od 70 do 805 metrów nad poziomem morza. Spokrewnione gatunki występują w kamienistych odcinkach leśnych strumieni, Hyloxalus chocoensis prawdopodobnie również.

## Systematyka
Dawniej do tego gatunku zaliczano także populację zamieszkującą Ekwador, jednak zgodnie z nowszymi badaniami (Grant et al. (1997)) należy ona do osobnego gatunku, który został opisany w 2009 roku pod nazwą Anomaloglossus confusus (obecnie stosowana nazwa Ectopoglossus confusus). Dawne stwierdzenia tego gatunku z Panamy są obecnie przypisywane do Ectopoglossus astralogaster i Ectopoglossus isthminus.

## Behawior i rozmnażanie
Zwierzę prowadzi dzienny, ziemnowodny tryb życia. Spokrewnione gatunki składają jaja na lądzie, w ściółce, a rodzice przenoszą potem wyklute larwy do strumienia; Hyloxalus chocoensis prawdopodobnie rozmnaża się w ten sam sposób.

## Status
Międzynarodowa Unia Ochrony Przyrody (IUCN) klasyfikuje Hyloxalus chocoensis jako gatunek zagrożony wyginięciem (EN – Endangered). W Kolumbii do tej pory znaleziono zaledwie 3 okazy, ostatnio w latach 80. XX wieku. Zagrożeniem dla tego gatunku jest utrata środowiska naturalnego wskutek wycinki lasów i rozwoju rolnictwa. Jeśli rozmnaża się w strumieniach, zagrożeniem mogą być także introdukowane drapieżne ryby.